# Jönköping

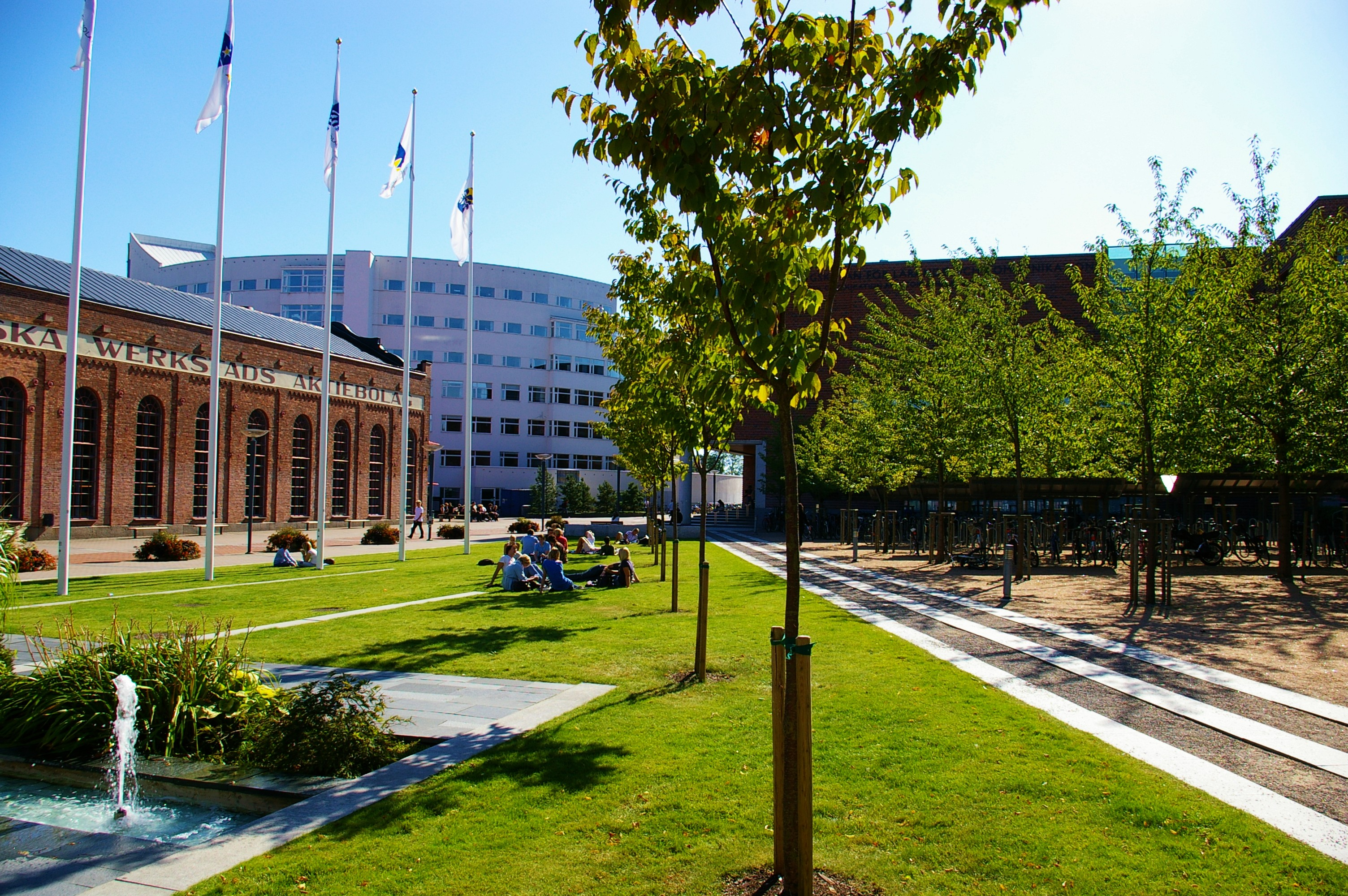
Uniwersytet w Jönköping

Jönköping – miasto w południowej Szwecji, ośrodek administracyjny regionu Jönköping, port nad południowym krańcem jeziora Wetter.
Prawa miejskie posiada od 1284. W 2020 roku miasto liczyło 100 579 mieszkańców.
Największym dworcem kolejowym jest Jönköpings centralstation.
W mieście rozwinął się przemysł metalowy, maszynowy, włókienniczy oraz papierniczy.
W mieście siedzibę ma klub hokejowy, HV71.

## Osoby związane z miastem
- Dag Hammarskjöld – polityk, sekretarz generalny ONZ
- Agnetha Fältskog – piosenkarka grupy ABBA
- Mattias Johansson – piłkarz Legii Warszawa

## Miasta partnerskie
- Kuopio
- Gorzów Wielkopolski